# Блиндкилд, Лаура
Лаура Мэдисон Блиндкилд Браун (англ. Laura Madison Blindkilde Brown; род. 9 сентября 2003, Англия) — английская футболистка, атакующий полузащитник клуба «Манчестер Сити» и национальной сборной Англии.

## Клубная карьера

### «Бирмингем Сити»
Блиндкилд играла в академии клуба «Бирмингем Сити», прежде чем дебютировала за клуб 11 декабря 2019 года, выйдя на замену в компенсированное время в проигрышном матче группового этапа Кубка лиги против «Манчестер Юнайтед» (1:2). Она дебютировала в Суперлиге в следующем месяце, 5 января 2020 года, в матче против «Арсенала», который завершился поражением со счетом 0:2.

### «Астон Вилла»
В июне 2020 года Блиндкилд перешла в «Астон Виллу», изначально выступая за академию клуба. 9 сентября 2021 года она подписала свой первый профессиональный контракт со «львами». Она решила перейти от игры под своей фамилией «Браун» к отображению своего датского второго имени «Блиндкилд» на спине своей футболки в сезоне 2021/2022. Блиндкилд была названа Молодым игроком сезона «Астон Виллы» в сезонах 2021/2022 и 2022/2023, сыграв во всех матчах национального чемпионата, кроме одного в последнем.

### «Манчестер Сити»
31 января 2024 года Блиндкилд подписал контракт с клубом «Манчестер Сити» сроком на три с половиной года за 200 000 фунтов стерлингов. 21 апреля 2024 года она забила свой дебютный гол за «Сити» в ворота «Вест Хэм Юнайтед» (5:0), помогая команде достичь вершины таблицы после 13-й победы подряд в лиге.

## Карьера за сборную
Блиндкилд представляла Англию на уровнях до 17 лет, до 19 лет и до 23 лет. Она имеет право представлять Данию через свою мать-датчанку, но заявила, что хочет играть только за Англию.
25 августа 2022 года Блиндкилд впервые была вызван в сборную Англии до 23 лет на матч против Норвегии. Она дебютировала в этом матче, 2 сентября, выйдя на замену на 83-й минуте. 6 апреля 2023 года Блиндкилд забила свой первый гол за молодёжную сборную в победном матче против Португалии (3:2). 24 октября 2024 года, 18 месяцев спустя, она забила свой второй гол за сборную в ничейном матче против Нидерландов (1:1).
Блиндкилд получила свой первый вызов во в основную сборную 19 ноября 2024 года на товарищеские матчи против США и Швейцарии. 3 декабря дебютировала, выйдя в стартовом составе, в победном матче против Швейцарии (1:0).

## Личная жизнь
Блайндкилд поставили диагноз суправентрикулярной тахикардии и провели операцию на сердце.

## Статистика

### Клубная
.
| Клуб           | Сезон      | Лига       | Лига  | Лига | Кубок | Кубок | Кубок лиги | Кубок лиги | Европа | Европа | Итог  | Итог |
| Клуб           | Сезон      | Дивизион   | Матчи | Голы | Матчи | Голы  | Матчи      | Голы       | Матчи  | Голы   | Матчи | Голы |
| -------------- | ---------- | ---------- | ----- | ---- | ----- | ----- | ---------- | ---------- | ------ | ------ | ----- | ---- |
| Бирмингем Сити | 2019/20    | Суперлига  | 1     | 0    | 0     | 0     | 1          | 0          | —      | —      | 2     | 0    |
| Астон Вилла    | 2020/21    | Суперлига  | 0     | 0    | 0     | 0     | 0          | 0          | —      | —      | 0     | 0    |
| Астон Вилла    | 2021/22    | Суперлига  | 11    | 0    | 1     | 0     | 3          | 1          | —      | —      | 15    | 1    |
| Астон Вилла    | 2022/23    | Суперлига  | 21    | 0    | 3     | 1     | 5          | 0          | —      | —      | 29    | 1    |
| Астон Вилла    | 2023/24    | Суперлига  | 9     | 0    | 1     | 0     | 4          | 0          | —      | —      | 14    | 0    |
| Астон Вилла    | Итог       | Итог       | 41    | 0    | 5     | 1     | 12         | 1          | —      | —      | 58    | 2    |
| Манчестер Сити | 2023/24    | Суперлига  | 6     | 1    | —     | —     | —          | —          | —      | —      | 6     | 1    |
| Манчестер Сити | 2024/2025  | Суперлига  | 7     | 0    | 1     | 0     | 1          | 0          | 7      | 1      | 16    | 1    |
| Манчестер Сити | Итог       | Итог       | 13    | 1    | 1     | 0     | 1          | 0          | 7      | 1      | 22    | 2    |
| Общий итог     | Общий итог | Общий итог | 55    | 1    | 6     | 1     | 14         | 1          | 7      | 1      | 82    | 4    |

## Достижения

### Индивидуальные
- Лучший молодёжный игрок сезона «Астон Виллы»: 2021/22, 2022/23